# Nola pulchella
Nola pulchella är en fjärilsart som beskrevs av John Henry Leech 1889. Nola pulchella ingår i släktet Nola och familjen trågspinnare. Inga underarter finns listade i Catalogue of Life.